# Proevippa eberlanzi
Proevippa eberlanzi là một loài nhện trong họ Lycosidae.
Loài này thuộc chi Proevippa. Proevippa eberlanzi được Carl Friedrich Roewer miêu tả năm 1959.